# Матушкина
Ма́тушкина (рос. Матушкина) — присілок у складі Сосьвинського міського округу Свердловської області.
Населення — 12 осіб (2010, 15 у 2002).
Національний склад населення станом на 2002 рік: росіяни — 100 %.